# 와이드바인
와이드바인(Widevine)은 구글 크롬(Google Chrome) 및 파이어폭스(Firefox) 웹 브라우저 (및 일부 파생 제품), 안드로이드(Android)의 안드로이드 미디어DRM(Android MediaDRM), 안드로이드 TV(Android TV) 및 기타 전자통신 기기에서 사용하는 구글(Google)의 몇 안되는 독점 디지털 권한 관리(DRM) 기술이다. 와이드바인(Widevine) 기술은 다양한 암호화 체계와 하드웨어 보안을 지원하여 콘텐츠 소유자가 정의한 규칙에 따라 분산된 비디오 콘텐츠에 대한 소비자 액세스를 관리 또는 제한한다. 와이드바인(Widevine)은 주로 구글 크롬(Google Chrome) 및 기타 브라우저 및 장치의 클라이언트로 CDM (Content Decryption Module)을 제공한다. 와이드바인(Widevine)은 콘텐츠 제공 업체에서 무료로 사용할 수 있으며 라이선스 생성 또는 장치 통합에 대한 비용을 청구하지 않는 무료 소프트웨어 제품이다.

## 같이 보기
- 아마존 킨들
- 넷플릭스